# Egernsund Skole
Egernsund Skole (eller Egernsund Børneunivers) er en folkeskole i Egernsund, Sønderborg Kommune. Skolen har ca. 85 elever fra børnehaveklasse til 6. klasse. Herefter fortsætter de fleste på Broager Skole. Der er også tilknyttet en børnehave og en SFO til skolen. Skolen blev lukket 28 juni 2012

## Skolens historie
Den første skole i Egernsund blev oprettet i 1751 og havde bl.a. i 1859 hele 124 børn. Under 2. Slesvigske Krig var skolen lukket i en periode i 1864. Først i 1874 blev der ansat en andenlærer på skolen. I 1885 fik skolen nye bygninger for enden af det nuværende Sundgade, hvor den forblev, med flere udvidelser, indtil den nye skole åbnede blev bygget i 1975.
Der har tidligere også været en tysk skole, i Rendbjerg samt ved Matzen Teglværk.